# Episodi di Squadra Speciale Colonia (nona stagione)
La nona stagione della serie televisiva Squadra speciale Colonia è stata trasmessa tra il 2010 e il 2011 sul canale tedesco ZDF. 
In Italia la stagione è stata trasmessa in prima visione assoluta su Rai 2 dal 12 aprile al 9 maggio 2018.
| N° | Titolo originale          | Titolo in italiano      | Prima TV Germania | Prima TV RSI   |
| -- | ------------------------- | ----------------------- | ----------------- | -------------- |
| 1  | Mord zartbitter           | La cioccolataia         | 2 novembre 2010   | 12 aprile 2018 |
| 2  | Das Vermächtnis           | Il testamento           | 9 novembre 2010   | 13 aprile 2018 |
| 3  | Katz und Maus             | Il gatto e il topo      | 16 novembre 2010  | 16 aprile 2018 |
| 4  | Mitten ins Herz           | Diritto al cuore        | 23 novembre 2010  | 17 aprile 2018 |
| 5  | Offene Rechnung           | Un conto in sospeso     | 30 novembre 2010  | 18 aprile 2018 |
| 6  | Ein Bund fürs Leben       | La congregazione        | 7 dicembre 2010   | 19 aprile 2018 |
| 7  | Das Attentat              | L'attentato             | 14 dicembre 2010  | 20 aprile 2018 |
| 8  | Ein ehrenwertes Haus      | Una casa rispettabile   | 21 dicembre 2010  | 23 aprile 2018 |
| 9  | Ausgekoch                 | Cuoco a domicilio       | 28 dicembre 2010  | 24 aprile 2018 |
| 10 | Pokerfieber               | Febbre da poker         | 4 gennaio 2011    | 25 aprile 2018 |
| 11 | Die Berufenen             | Il segreto              | 11 gennaio 2011   | 26 aprile 2018 |
| 12 | Durch fremde Fenster      | Verità amara            | 18 gennaio 2011   | 27 aprile 2018 |
| 13 | Der Feind an meiner Seite | Il nemico accanto       | 25 gennaio 2011   | 30 aprile 2018 |
| 14 | Klassentreffen            | Incontro di classe      | 1 febbraio 2011   | 1 maggio 2018  |
| 15 | Sterbender Schwan         | La morte del cogno      | 8 febbraio 2011   | 2 maggio 2018  |
| 16 | Aufgeflogen!              | Scoperto!               | 15 febbraio 2011  | 3 maggio 2018  |
| 17 | Gegen die Zeit            | Corsa contro il tempo   | 22 febbraio 2011  | 4 maggio 2018  |
| 18 | Transit                   | Transito                | 1 marzo 2011      | 7 maggio 2018  |
| 19 | Näher mein Gott zu dir    | Equivoco mortale        | 8 marzo 2011      | 8 maggio 2018  |
| 20 | Hexen, Huren, Henker      | Il marchio dell'infamia | 15 marzo 2011     | 9 maggio 2018  |